# Lantilly
Lantilly ist eine französische Gemeinde mit 99 Einwohnern (Stand: 1. Januar 2022) im Département Côte-d’Or in der Region Bourgogne-Franche-Comté. Sie gehört zum Kanton Semur-en-Auxois und zum Arrondissement Montbard. 
Sie grenzt im Nordwesten an Champ-d’Oiseau, im Nordosten an Grignon, im Südosten an Massingy-lès-Semur, im Süden an Villars-et-Villenotte, im Südwesten an Semur-en-Auxois und im Westen an Millery. 

## Bevölkerungsentwicklung
| Jahr                       | 1962 | 1968 | 1975 | 1982 | 1990 | 1999 | 2008 | 2015 |
| -------------------------- | ---- | ---- | ---- | ---- | ---- | ---- | ---- | ---- |
| Einwohner                  | 120  | 91   | 86   | 92   | 112  | 94   | 99   | 106  |
| Quellen: Cassini und INSEE |      |      |      |      |      |      |      |      |

## Sehenswürdigkeiten

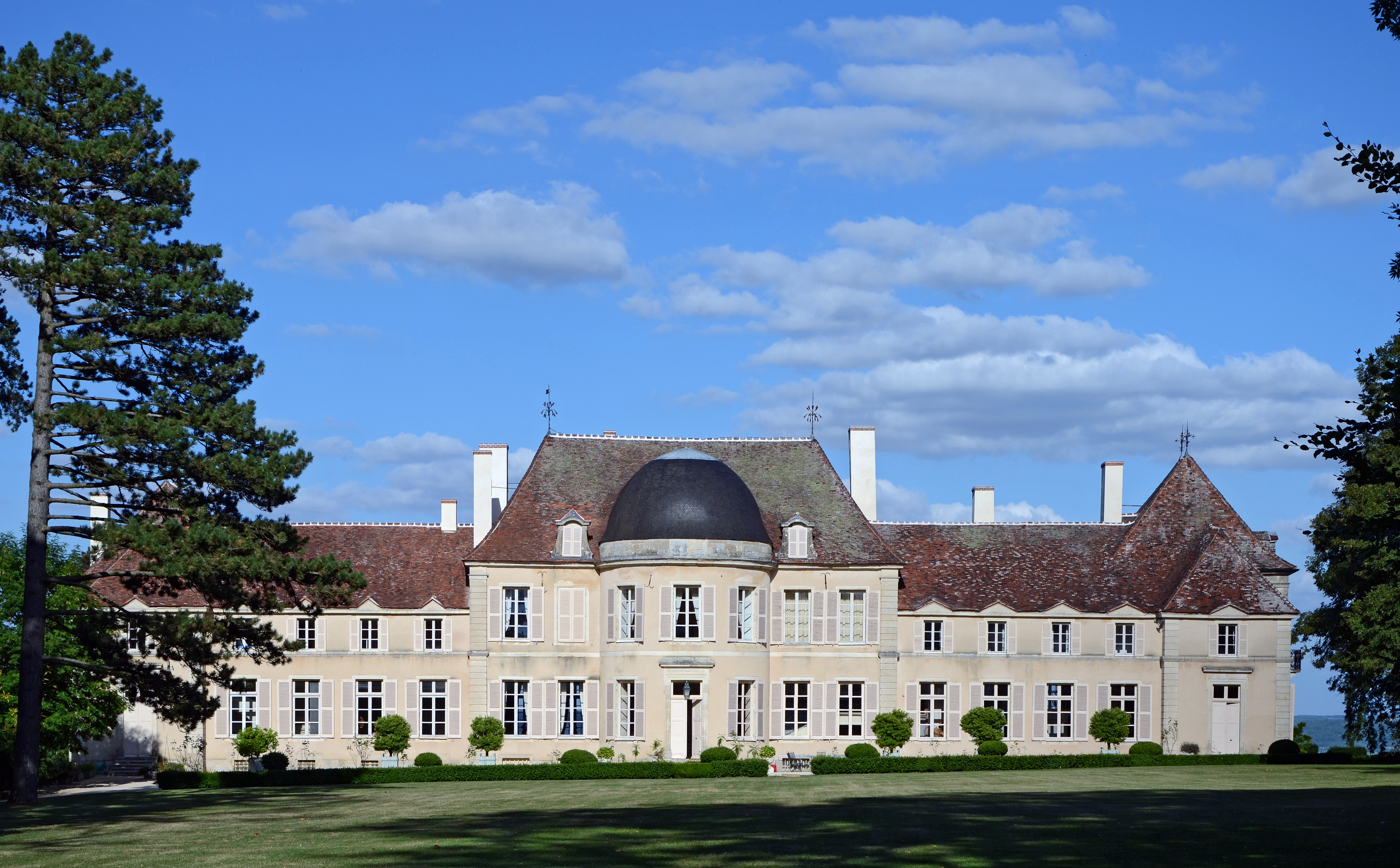
Schloss von Lantilly

- Schloss, seit 1985 ein Monument historique